# Флексатон
Флексатонът е музикален перкусионен инструмент от групата на металните идиофони.

## Устройство
Флексатонът представлява трапецовидна алуминиева пластина с две метални пръчици, прикрепени към долния ѝ тесен край, които имат дървени топчета накрая си. Във високия си широк край пластината е прикрепена към-метална рамка която има дръжка. Когато бъде разклатен инструментът дървените топчета започват да се удрят по пластината и произвеждат тракащ звук.

## Техника на звукоизвличане
Когато се хване дръжката на инструмента, палецът трябва да бъде свободен, за да може да притиска и отпуска долния и висящ край. Именно с това притискане и отпускане тонът на инструмента се променя. Диапазонът на флексатона е 2 октави. Съществува в две разновидности малък: 8 инча и дължина на пластината 5 инча, както и голям: 12 инча и дължина на пластината 6,5 инча.
Може би едно от най-ефектните неща, които могат да се чуят от флексатона, са тремолото и глисандото (възходящо и низходящо). Най-близък по тембър е до звънчетата и глокеншпила.

В перспектива при добър музикален слух и достатъчно репетиции изпълнителите на този инструмент могат да изсвират впечатляващи по разнообразие мелодии.

## Историческо развитие и употреба
Флексатонът е може би един от най-младите прекусионни инструменти, създаден в началото на 20 век в Ню Йорк от Уилям Бартоломей. На 1 май 1923 година е патентован под името: "Flex-a-tone музикално устройство с развлекателна цел". Скоро след като е бил патентован, флексатонът добива бързо популярност и се налага като част от модата в началото на 20 век във висшето общество, започва да бъде използван по приеми, официални срещи и соло рецитали на различни пианисти и цигулари от този период. Той става емблематичен за водевилния жанр и неговите изразни средства. Използва се също в множество оперети и бродуейски мюзикъли и в озвучаването на филми.
В симфоничната музика се ползва от композитори като Арнолд Шьонберг в неговите „Вариации за оркестър“ Но.3 Оп.31, както и в операта „Мойсей и Арон“. Арам Хачатурян го използва в своя „Концерт за пиано и оркестър“ (1963), Алфред Шнитке в Death Tango част от Фауст Кантата и в Tuba Mirum-Реквием, Рик Джеймс в Super Freak.
Първата компания, която започва серийно производство на този инструмент, е Playatone Co. (Ню Йорк, САЩ).